# 信頼性設計
信頼性設計（しんらいせいせっけい）とは、工学分野において、システム・装置または部品が使用開始から寿命を迎えるまでの期間を通して、予め期待した機能を果たせるように、すなわち故障や性能の劣化が発生しないように考慮して設計する手法のこと。

## 冗長性設計
設計の世界において、二重に対策を講じておき、システム全体の信頼性を増加させる手法を「冗長性」という。
機械は通常多くの部品から成り立っており、部品のひとつが破壊したとしても機械全体が連鎖的に停止してしまう場合が生じる。このようなことが起こらないために、部品故障があっても他の部品によって機能を代替できるようにするなど、故障を予め考慮した構成の機械としている。こうした、故障時に代替を果たす機能のことを「冗長系」と呼び、冗長系を有する設計、すなわち冗長性設計を行うことで、設計の信頼度を高めることができる。詳細は「冗長化」を参照されたい。